# Ploceus sakalava
Ploceus sakalava е вид птица от семейство Ploceidae.

## Разпространение
Видът е разпространен в Мадагаскар.